# Rūjiena
Rūjiena er beliggende i Valmieras distrikt i det nordlige Letland og fik byrettigheder i 1920. Byen har fået sit navn efter floden Ruja, der løber gennem byen. Før Letlands selvstændighed i 1918 var byen også kendt på sit tyske navn Rujen.

## Kendte bysbørn
- Edvīns Bietags – bryder og OL-medaljevinder
- Miervaldis Birze – forfatter og læge